# Hashcat
Hashcat este o unealtă pentru recuperarea parolelor.
A avut bază de cod propietar până în 2015, dar apoi a fost lansată ca software cu sursă deschisă. Sunt versiuni disponibile pentru Windows, macOS și Linux. 
Acest program se bazează pe spargerea și decriptarea hash-urilor, care sunt salvate în baza de date a unei aplicații. Hacker-ul care foloseste Hashcat trebuie doar să extragă hash-ul din baza de date a unui site și folosind niște algoritmi (ex. LM hashes, MD4, MD5, SHA-family and Unix Crypt), poate decripta hash-ul. Astfel se află parola, care poate fi folosită în accesarea contului.
Hashcat a fost remarcat public din cauza optimizărilor sale; parțial bazat pe defecte ale altor software-uri descoperite de creatorul Hashcat. Un exemplu a fost un defect în schema de hashing a managerului de parole al 1Password. A fost și comparat cu software-uri similare în publicația Usenix și a fost derscris ca Ars Technica. 